# Algemene evenwichtstheorie
Algemene evenwichtstheorie is een deelgebied van de theoretische neoklassieke economie. De theorie wil het gedrag van vraag, aanbod en prijzen in een economie met verschillende of vele markten verklaren, door te trachten te bewijzen dat er evenwichtsprijzen voor goederen bestaan en dat alle prijzen in evenwicht zijn, vandaar algemeen evenwicht, in tegenstelling tot partieel evenwicht. 
Zoals met alle modellen is dit een abstractie van een echte, reële economie; het wordt voorgesteld als een nuttig model, omdat het zowel evenwichtsprijzen als langetermijnprijzen beschouwt alsook de werkelijke prijzen als afwijkingen van het algemeen evenwicht. De algemene evenwichtstheorie bestudeert economieën, waarbij gebruik wordt gemaakt van het model van evenwichtsprijzen; ook tracht de theorie te bepalen in welke omstandigheden de aannames van algemeen evenwicht opgaan. De algemene evenwichtstheorie dateert uit de jaren 1870 en bouwt in het bijzonder voort op het werk van de Franse econoom Léon Walras.

## Overzicht
Er wordt vaak verondersteld dat agenten prijsnemers zijn en dat er in die setting twee veel voorkomende noties van evenwicht bestaan: Walrasiaans of competitief evenwicht en haar veralgemening, een prijsevenwicht met overdrachten.
Grosso modo probeert de algemene evenwichtstheorie een inzicht in de gehele economie te geven met behulp van een bottom-up-aanpak, te beginnen met de individuele markten en agenten. De macro-economie, zoals ontwikkeld door de Keynesiaanse economen kent daarentegen meer een top-down-aanpak, waarbij de analyse begint met grotere aggregaten, het grote plaatje. Om die reden wordt de algemene evenwichtstheorie traditioneel geclassificeerd als een onderdeel van de micro-economie.
Dit verschil is echter niet meer zo duidelijk als het vroeger wel geweest is, dit omdat veel van de moderne macro-economie de micro-economische grondslagen heeft benadrukt en algemene evenwichtsmodellen van macro-economische fluctuaties heeft geconstrueerd. Algemeen evenwichts macro-economische modellen hebben meestal een vereenvoudigde structuur, die slechts een paar markten, zoals een goederenmarkt en een financiële markt, omvat. In tegenstelling daarmee kennen algemene evenwichtmodellen in de micro-economische traditie meestal een veelheid van verschillende goederen markten. Ze zijn meestal complex en vereisen computers om numerieke oplossingen te berekenen.
In een marktsysteem zijn de prijzen en de productie van alle goederen, met inbegrip van de prijs van geld en rente, aan elkaar gerelateerd. Een verandering in de prijs van een bepaald goed, bijvoorbeeld brood, kan andere prijzen, zoals het loon van de bakkers beïnvloeden. Als bakkers in hun smaak van anderen verschillen, kan de vraag naar brood worden beïnvloed door een verandering in het loon van de bakkers, met een vervolgeffect op de prijs van het brood. De berekening van de evenwichtsprijs van slechts een goed vereist in theorie een analyse die rekening houdt met alle factoren die een rol spelen bij de totstandkoming van de productie en de prijzen van de miljoenen verschillende goederen die in een economie beschikbaar zijn.

## Geschiedenis van de algemene evenwichtsmodellering
De eerste poging in de neoklassieke economie om te prijzen voor een economie als geheel te modelleren werd ondernomen door Léon Walras. Walras zijn Elements of Pure Economics voorziet in een opeenvolging van modellen, elk rekening houdend met meer aspecten van een reële economie (twee grondstoffen, veel grondstoffen, productie, groei, geld). Sommige auteurs, zoals Eatwell (1989), en ook Jaffe (1953) zijn echter van mening dat Walras niet volledig in zijn opzet slaagde en dat de latere modellen in zijn serie van steeds realistischere modellen inconsistent zijn.
In het bijzonder was Walras' model een lange termijn model waarin de prijzen van kapitaalgoederen hetzelfde of deze kapitaalgoederen nu als in-of output voorkomen. Ook wordt in zijn model in alle takken van bedrijvigheid dezelfde dezelfde winstvoet gerealiseerd. Dit is inconsistent met het nemen van de hoeveelheden kapitaalgoederen op basis van data. Maar toen Walras kapitaalgoederen in zijn latere modellen introduceerde, nam hij hun hoeveelheden als een gegeven, in willekeurige verhoudingen. Later bleven Kenneth Arrow en Gérard Debreu de oorspronkelijke hoeveelheden kapitaalgoederen als een gegeven nemen, maar zij poneerden een korte termijn model, waarin de prijzen van kapitaalgoederen in de tijd variëren en waar de eigen rentevoet verschilt over de verschillende kapitaalgoederen.
Walras was de eerste om een onderzoeksprogramma op te stellen, dat in grote lijnen door 20e-eeuwse economen ook is gevolgd. Met name was in de Walrasiaanse agenda het onderzoek of evenwichten uniek en stabiel zijn opgenomen. Walras toont in les 7 zelf aan dat in zijn modellen noch uniciteit, noch stabiliteit, noch zelfs het bestaan (existentie) van een overeenkomst direct na het sluiten van de overeenkomst wordt gegarandeerd.
Walras stelde ook een dynamisch proces voor, waarbij algemeen evenwicht kan worden bereikt, dat van het tâtonnement (aftasten).
Het tatonnementproces is een model voor het onderzoek naar de stabiliteit van de evenwichten. Prijzen worden aangekondigd (misschien door een veilingmeester) en agenten geven aan hoeveel van elk goed zij willen offreren (aanbod) of zich willen aanschaffen (vraag). Zolang er geen evenwichtsprijs tot stand is gekomen vinden er geen transacties en geen productie plaats. In plaats daarvan worden de prijzen verlaagd voor die goederen met positieve prijzen en overaanbod en worden de prijzen verhoogd voor die goederen met een overmatige vraag. De vraag voor de wiskundige is de volgende; onder welke voorwaarden zal een dergelijk proces eindigen in een evenwicht, waar de vraag gelijk is aan het aanbod voor alle goederen met een positieve prijzen en de vraag niet groter is dan het aanbod van goederen voor goederen met een prijs gelijk aan nul. Walras was niet in staat om een definitief antwoord op deze vraag te geven. 
In de partiële evenwichtsanalyse wordt de bepaling van de prijs van een goed vereenvoudigd door alleen te kijken naar de prijs van één goed, dit in de veronderstelling dat de prijzen van alle andere goederen constant blijven. De Marshalliaanse theorie van vraag en aanbod is een voorbeeld van partiële evenwichtsanalyse. Partiële evenwichtsanalyse is voldoende wanneer de eerste-orde effecten van een verschuiving in de vraagcurve de aanbodcurve niet doet verschuiven. Anglo-Amerikaanse economen raakten in de late jaren 1920 en 1930 meer geïnteresseerd in algemene evenwichtstheorie nadat Piero Sraffa had aangetoond dat Marshalliaanse economen zich geen rekenschap kunnen geven voor de krachten die de opwaartse-helling van de aanbodcurve voor een consumentgoed veroorzaken.
Als een tak van bedrijvigheid niet veel van een productiefactor gebruikt, zal een kleine toename in de output van deze sector de prijs van deze productiefactor niet opdrijven. In een eerste-orde benadering, zullen bedrijven in deze sector geen dalende kosten ervaren en zullen de aanbodskrommen in deze bedrijfstak niet omhoog lopen. Als een sector echter een aanzienlijke hoeveelheid van deze factor in haar productieproces verbruikt, zal een verhoging van de output van die sector dalende kosten laten zien. Maar een dergelijke productiefactor wordt waarschijnlijk ook gebruikt in substituten voor het eindproduct van de sector, en een verhoogde prijs van die productiefactor zal zeker effecten hebben op het aanbod van deze substituten. Bijgevolg redeneerde Sraffa dat de eerste-orde-effecten van een verschuiving in de vraagcurve van de oorspronkelijke sector onder deze aannames ook een verschuiving in de aanbodcurve van substituten voor het product van die sector zouden inhouden, en daaruit voortvloeiende verschuivingen in de aanbodcurve van de oorspronkelijke sector. De algemene evenwichtstheorie dient ervoor om dergelijke wisselwerkingen tussen markten te onderzoeken.
Continentaal-Europese economen boekten in de jaren 1930 belangrijke vorderingen. Walras' bewijzen voor het bestaan van algemene evenwichten waren vaak gebaseerd op het tellen van de vergelijkingen en variabelen. Dergelijke argumenten zijn echter niet voldoende voor niet-lineaire systemen van vergelijkingen en impliceren niet dat evenwichtsprijzen en evenwichtshoeveelheden niet negatief kunnen worden, een betekenisloze oplossing voor zijn modellen. Door de vervanging van bepaalde vergelijkingen door ongelijkheden en het gebruik van striktere wiskundigere methoden slaagde men erin de wiskundige kwaliteiten van algemene evenwichtsmodellen te verbeteren.

## Modern concept van het algemeen evenwicht in de economie
De moderne opvatting van de algemene evenwichtstheorie wordt verzorgd door een model dat in de jaren 1950 gezamenlijk is ontwikkeld door Kenneth Arrow, Gerard Debreu en Lionel W. McKenzie. Gerard Debreu presenteert dit model in zijn Theory of Value (1959) als een axiomatisch model, waarbij hij de stijl van de wiskunde volgde, zoals deze door Bourbaki werd gepropageerd. In een dergelijke aanpak wordt de interpretatie van de termen in de theorie (bijvoorbeeld, goederen, prijzen) niet voorgeschreven door de axioma's.
Drie belangrijke interpretaties in termen van de theorie worden vaak geciteerd. Stel ten eerste dat grondstoffen worden onderscheiden door de plaats waar ze worden geleverd. Dan is het Arrow-Debreu-model een ruimtelijk model van bijvoorbeeld de internationale handel.
Stel ten tweede dat grondstoffen worden onderscheiden door wanneer zij worden geleverd. Dat wil zeggen: veronderstel dat dat alle markten op een initieel moment in de tijd in evenwicht zijn. Agenten in dit model kopen en verkopen contracten, waar een contract bijvoorbeeld specificeert dat een goed wordt geleverd en ook de datum waarop het wordt geleverd. Het Arrow-Debreu-model van intertemporele evenwichten bevat op de toekomst ziende markten voor alle goederen op alle tijdstippen. Eenmaal geruimd bestaan er echter geen markt op enig moment in de toekomst.
Ten derde veronderstel dat contracten gebeurtenissen specificeren die van invloed zijn of een product al of niet moet worden geleverd: Een contract voor de overdracht van een grondstof specificeert nu, in aanvulling van de stoffelijke eigenschappen, de locatie en de datum, ook een contingentie, op het voorkomen waarvan de overdracht voorwaardelijk wordt gesteld. Deze nieuwe definitie van een grondstof maakt het mogelijk om een theorie van risico te verkrijgen, die vrij is van elke kansconcept ... (Debreu, 1959)
Deze interpretaties kunnen worden gecombineerd. Men kan dus zeggen dat het volledige Arrow-Debreu-model van toepassing is, wanneer goederen kunnen worden geïdentificeerd door wanneer ze moeten worden afgeleverd (tijd), waar ze moeten worden geleverd (ruimte) en onder welke omstandigheden zij moeten worden afgeleverd (onzekerheid), naast natuurlijk hun intrinsieke aard. Dus er zou een complete verzameling van prijzen voor contracten, zoals 1 ton rode wintertarwe van middelmatige kwaliteit, geleverd op 3 januari 2033 in Minneapolis, als er een matig verwoestende orkaan in Florida in december 2032 is geweest. Een algemeen evenwichtsmodel met complete markten van dit soort staat ver weg van de beschrijving van de werking van de reële economie, maar voorstanders van de algemene evenwichtstheorie beweren dat deze beschrijving nog steeds zeer nuttig is als een vereenvoudigde gids over hoe een reële economie functioneert.
Een deel van het recente werk in de algemene evenwichtstheorie heeft in feite de gevolgen van onvolledige markten onderzocht, dat wil zeggen een intertemporele economie met onzekerheid, waar er niet voldoende gedetailleerde contracten bestaan om agenten in staat te stellen hun consumptie en middelen op enig moment tot het einde ter tijden te alloceren. Hoewel het is aangetoond dat deze economieën in het algemeen nog steeds een evenwicht zullen kennen, hoeft de uitkomst niet langer meer Pareto-efficiënt te zijn. 
De fundamentele intuïtie voor dit resultaat is dat als consumenten niet voldoende middelen hebben om hun rijkdom van de ene periode naar de andere periode over te hevelen en de toekomst riskant is, er niets is dat noodzakelijkerwijze enige prijsverhouding verbindt aan de relevante marginale substitutievoet, de standaard vereiste voor Pareto-efficiëntie. Onder bepaalde omstandigheden kan de economie nog steeds een beperkte Pareto-optimaliteit bereiken, wat betekent dat een centrale autoriteit, die is gelimiteerd tot hetzelfde type en aantal contracten als de individuele agenten, zelf niet in staat is het eindresultaat te verbeteren. Wat nodig is is de introductie van een volledige verzameling van mogelijke contracten. Vandaar dat één implicatie van de theorie van onvolledige markten is, dat inefficiëntie het gevolg kan van zijn van onderontwikkelde financiële instituties of kredietrestricties, waarmee sommige leden van het publiek worden geconfronteerd. Onderzoek op dit gebied gaat nog steeds door.